# John Bardolf, 3. Baron Bardolf

Wappen des John Bardolf, 3. Baron Bardolf

John Bardolf, 3. Baron Bardolf (* 13. Januar 1314; † 29. Juli 1363 in Assisi, Italien) war ein englischer Adliger.
Er war der Sohn und Erbe des Thomas Bardolf, 2. Baron Bardolf (1282–1329) aus dessen Ehe mit Agnes de Grandson († 1357). Beim Tod seines Vaters erbte er 1329 dessen Titel Baron Bardolf, war aber noch minderjährig, so dass er erst 1335 die Kontrolle über dessen Ländereien erhielt.
Er kämpfte auf Feldzügen in Schottland, im römisch-deutschen Reich und in der Bretagne und wurde 1345 zum Knight Banneret erhoben.

## Ehe und Nachkommen
1327 heiratete er Elizabeth Damory († 1361), einzige Tochter und Erbin des Roger Damory, 1. Baron Damory aus dessen Ehe mit Lady Elizabeth de Clare, einer Enkelin König Eduards I. Mit ihr hatte er einen Sohn und Erben:
- William Bardolf, 4. Baron Bardolf (1349–1386).